# Finjasjön
Finjasjön is een meer op een paar kilometer afstand ten zuidwesten van Hässleholm in het Zweedse landschap Skåne. Het meer, genoemd naar de plaats Finja, heeft een oppervlakte van 11 km², een gemiddelde diepte van drie meter en een maximumdiepte van 12 meter. De plaats Sjörröd ligt aan het meer. In het meer leven onder andere de vissoorten snoek, snoekbaars, blankvoorn, baars, paling, brasem, zeelt, kwabaal en pos. Ook komt er rivierkreeft in het meer voor.
Hovdala slott ligt bij het meer.